# La Croupte
La Croupte är en kommun i departementet Calvados i regionen Normandie i norra Frankrike. Kommunen ligger i kantonen Orbec som ligger i arrondissementet Lisieux. År 2018 hade La Croupte 116 invånare.

## Befolkningsutveckling
Antalet invånare i kommunen La Croupte
Referens: INSEE